# Eumelea ludovicata
Eumelea ludovicata là một loài bướm đêm trong họ Geometridae.